# Eutrichota magna
Eutrichota magna är en tvåvingeart som först beskrevs av Malloch 1921.  Eutrichota magna ingår i släktet Eutrichota och familjen blomsterflugor. Inga underarter finns listade i Catalogue of Life.